# Lecteur Windows Media
Le Lecteur Windows Media (en anglais, Windows Media Player) est un lecteur multimédia développé par l’entreprise Microsoft qui permet de lire des fichiers audio, vidéo, et des images. Il est incorporé dans le système d’exploitation Windows et Windows Mobile du même auteur. Il fit son apparition en 1991 dans Windows 3.0 avec extensions multimédias. Des versions du Lecteur Windows Media pour les systèmes d’exploitation Mac OS et Solaris ont également vu le jour mais leurs développements ont été interrompus depuis.
À son apparition, le Lecteur Windows Media a remplacé un autre lecteur multimédia désormais obsolète qui s’appelait Media Player (lecteur multimédia), apportant ainsi de nouvelles fonctionnalités allant bien au-delà de la simple lecture de fichiers audio et vidéo.

## Fonctionnalités
En plus d’être un lecteur multimédia, le Lecteur Windows Media permet de :
- extraire de la musique depuis un CD audio sous format WMA, de le lire avec le lecteur et même de l’enregistrer dans la bibliothèque du lecteur ;
- créer ses propres CD audio à partir de fichiers audio sur son ordinateur, on peut créer ses propres CD avec environ 22 chansons en mode normal et une centaine en mode compressé (CD ou DVD de données) ;
- synchroniser des fichiers avec un baladeur numérique (par exemple un baladeur MP3 ou MP4, un téléphone mobile ou un autre appareil) ;
- acheter ou louer de la musique sur des magasins de musique en ligne, avec Virginmega.

## Format de fichiers
Les formats de fichiers proposés par défaut par le Lecteur Windows Media sont des formats qui lui sont propres :
- le WMV (Windows Media Video pour les fichiers vidéo) ;
- le WMA (Windows Media Audio pour les fichiers audio) ;
- l’ASF (Advanced Streaming Format pour la lecture de flux de média) ;
- le WPL (Windows Playlist, un format de liste de lecture basé sur le langage XML) ;
- les métafichiers redirecteurs : WAX (Windows Media Audio Redirector), WVX (Windows Media Video Redirector), WMX (Windows Media Redirector).

Il permet de lire les DVD, CD, mais aussi divers formats de données audio et vidéo parmi lesquels : MP3, MPEG-1, MPEG-2, AVI et MOV depuis sa dernière version.
Sous Windows 10, le lecteur peut maintenant supporter le format FLAC. 

## Historique des versions
La dernière version en date est la 12.0, pour Windows 7 et plus.
| No de version   | Description                                                                                          |
| --------------- | --- |
| 5.1.51.421      | WMP 5.2 Bêta                                                                                         |
| 5.1.52.701      | WMP 5.2                                                                                              |
| 6.02.902        | WMP 6.0                                                                                              |
| 6.1.5.130       | WMP 6.0 Internet Explorer 5 RC0 Bêta                                                                 |
| 6.1.7.217       | WMP 6.0                                                                                              |
| 6.2.5.410       | WMP 6.2 Bêta                                                                                         |
| 6.4.5.809       | WMP 6.4                                                                                              |
| 6.4.6.*         | WMP 6.4 pour Windows 2000 versions Bêta                                                              |
| 6.4.7.1028      | WMP 6.4 avec mises à jour MBR (Multi-Bit Rate) pour Internet Explorer                                |
| 6.4.7.1112      | WMP 6.4 avec mises à jour MBR (mises à jour de messages d’erreur mineures à partir de 6.4.7.1028)    |
| 6.4.9.*         | WMP 6.4 pour Windows 2000 uniquement                                                                 |
| 7.0.0.1954      | WMP 7                                                                                                |
| 7.0.0.1958      | Mise à jour WMP 7                                                                                    |
| 7.0.0.1956      | WMP 7 avec mises à jour d’installation                                                               |
| 7.0.0.1440      | WMP 7 pour Windows Millennium Edition                                                                |
| 7.01.00.3055    | WMP 7.1                                                                                              |
| 8.00.00.4477    | WMP pour Windows XP                                                                                  |
| 9.00.00.2980    | WMP Série 9 pour Windows XP, Windows 98 Deuxième Édition, Windows Millennium Edition et Windows 2000 |
| 9.00.00.2991    | WMP Série 9 pour Windows Server 2003                                                                 |
| 10.00.00.3646   | WMP 10                                                                                               |
| 11.0.5721.5230  | WMP Série 11 pour Windows Vista et pour Windows XP SP2                                               |
| 11.0.6001.7008  | WMP Série 11 pour Windows Vista SP1                                                                  |
| 11.0.6002.18111 | WMP Série 11 pour Windows Vista SP2                                                                  |
| 12.0.7000.7000  | WMP 12 pour Microsoft Windows 7 Bêta publique                                                        |
| 12.0.7100.0     | WMP 12 pour Microsoft Windows 7 RC 1 publique                                                        |
| 12.0.7600.16385 | WMP 12 pour Microsoft Windows 7 RTM publique                                                         |
| 12.0.7601.17514 | WMP 12 pour Microsoft Windows 7 SP1                                                                  |
| 12.0.8400.0     | WMP 12 pour Microsoft Windows 8 Release Preview                                                      |
| 12.0.9841.0     | WMP 12 pour Microsoft Windows 10 Technical Preview, Build 9841                                       |
| 12.0.10011      | WMP 12 pour Microsoft Windows 10 Technical Preview, Build 10049                                      |
| 12.0.22000.593  | WMP 12 pour Windows 11 21H2                                                                          |

## Windows Media et la justice
- La première version a repris sans accord préalable les codecs de QuickTime. Le procès intenté par Apple ne connut pas de verdict, cette société, alors aux abois, ayant dû conclure un arrangement à l’amiable avec Microsoft.[réf. souhaitée]

- Windows Media Player a été au cœur de l’enquête sur Microsoft lancée par la Commission européenne depuis 2000 et qui a abouti en 2004 à la condamnation de Microsoft à une amende de 497 millions d’euros pour abus de position dominante.
La Commission européenne a condamné Microsoft à éditer une version de Windows XP, Vista et 7 (toutes éditions) sans les technologies multimédia, dont Media Player. L’utilisateur a donc le choix de son lecteur. Microsoft précise que l’installation de Windows Media Player restaurerait les fonctionnalités multimédia de Windows. Le nom de cette édition de Windows, après de nombreuses modifications dues au désaccord de la Commission européenne, est Windows XP/Vista/7 N.